# Цариградска българска архиепархия
Цариградска българска архиепархия (на латински: Archidioecesis Constantinopolitanus Bulgarorum) е апостолическа архиепархия на Църквата на съединените с Рим българи, съществувала със седалище в Цариград в Османската империя между 1883 г. и 1926 г.

## История
Възниква като Български апостолически викариат през 1861 г. със седалище в Цариград. В началото на 1867 г. епископско седалище се установява в Одрин. На 5 септември 1876 г. с декрет от Рим отец Нил Изворов бил назначен за епископ на Български апостолически викариат. На 21 същия месец е официално въведен в чина епископ на Българо-униатската църква.
През 1883 г. Ватикана извършва цялостна реорганизация на църковно-административната структура на Католическата църква на Балканите съобразно новите държавни граници след Берлинския конгрес. Така Български апостолически викарият e преобразуван в архиепархия и от него са отделени земите на Тракия и на Македония и върху тях са образувани двата нови викарията. Двата нови викариата са били подчинени на новоформираната архиепархия.
| Диоцез                                      | Вид         | Дата на създаване  | Седалище | Глава          | Сан         | Монашески орден       |
| ------------------------------------------- | ----------- | ------------------ | -------- | -------------- | ----------- | --------------------- |
| Тракийски български апостолически викариат  | викариат    | 4 юли 1883 г.      | Одрин    | Михаил Петков  | епископ     | успенци и възкресенци |
| Македонски български апостолически викариат | викариат    | 6 декември 1883 г. | Солун    | Лазар Младенов | епископ     | лазаристи             |
| Цариградска българска архиепархия           | архиепархия | 1883 г.            | Цариград | Нил Изворов    | архиепископ | успенци               |

Новоназначените Михаил Петков и Лазар Младенов били първите униатски владици с възпитание, добито в утвърждаващата се българо-католическа традиция и с образование, получено в католически висши богословски училища. Скоро след реогранизацията монасите успенци организират нисша, а по-късно и висша духовна семинария в Цариград.
През 1895 г. Нил Изворов се връща към православието и овакантява архиепископската длъжност. През 1905 г. титулярния Теодосиополски архиепископ Михаил Миров е утвърден за глава на архиепархията.
Поради преселване на основното мирянска население на територията на България по време на Балканските войни и след Първата световна война, през 1926 г. архиепархия и двата подчинени викарията са закрити. Софийска апостолическа екзархия формирана същата година е техен наследник.

## Наместници
- Архиепископ Нил Изворов (1883 – 1895)
- Архиепископ Михаил Миров (1907 – 1923)